# Biton striatus curvichelis
Biton striatus curvichelis es una subespecie de arácnido  del orden Solifugae de la familia Daesiidae.

## Distribución geográfica
Se encuentra en Namibia.